# Palazzo Grano
Palazzo Grano, già palazzo Roccafiorita, si trovava a Messina, sulla via della Pace dei Bianchi.

## Storia
È un'opera cinquecentesca di Andrea Calamech, appartenenne ai principi di Roccafiorita, poi alla famiglia Grano, nobile casata originaria della Spagna. Monsignor Gaetano Grano vi installò una splendida pinacoteca e una ricca collezione naturalistica. In un'ala del pianterreno ospitò la Real Scuola Tecnica  Alojsio Juvara.
Subì gravissimi danni nel terremoto del 1908 con la caduta del prospetto principale, il crollo di tutto il terzo piano e la rovina degli interni. Fu in seguito demolito con il piccone e la dinamite. Molti suoi elementi decorativi si trovano oggi nel Museo Regionale di Messina.

## Architettura
Il palazzo è stato il prototipo dei palazzi barocchi siciliani. La facciata presenta parti con bugne separate da solchi profondi. Il balcone sopra il portale centrale era sorretto da mensole, che da elementi puramente funzionali assumevano un carattere fortemente decorativo, decorate come atlanti o cariatidi, con uno sviluppo marcatamente verticale.

## Galleria d'immagini

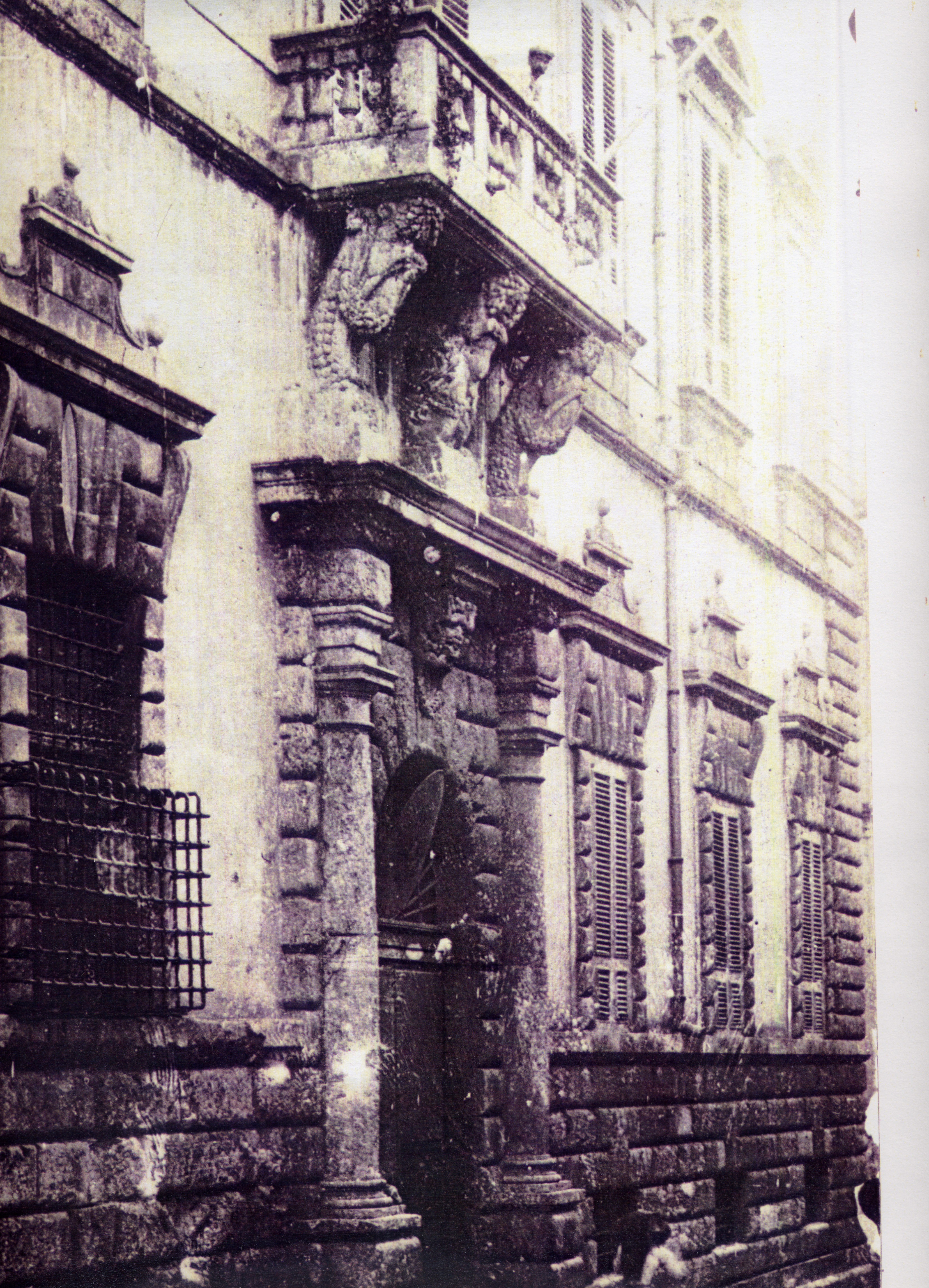
Palazzo Grano
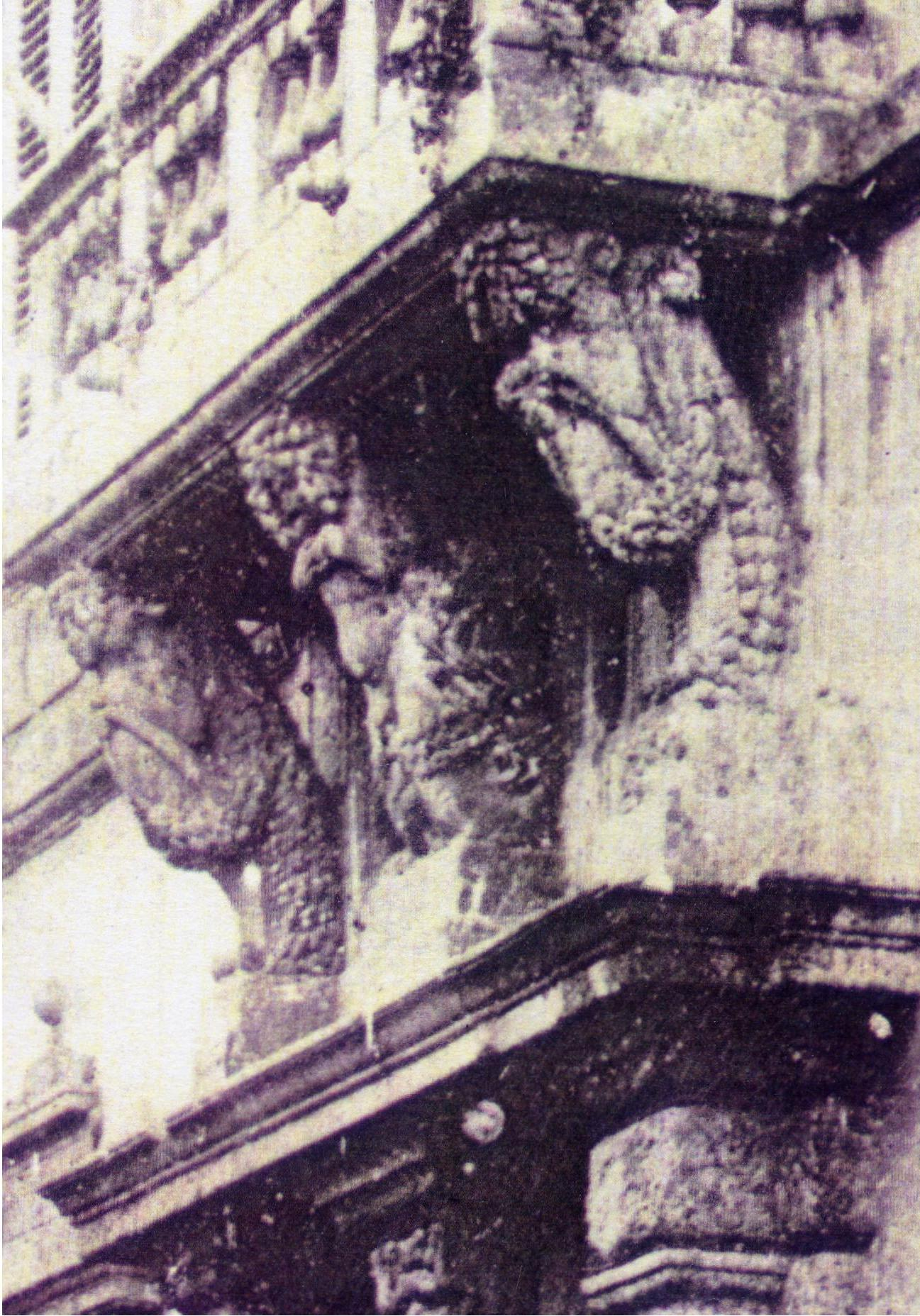
Dettaglio del balcone